# Madog ap Maredudd
Madog ap Maredudd (galés medio: Madawg mab Maredud, Madawc mab Maredut, fallecido en 1160) fue el último Príncipe de la totalidad de Powys, Gales y por un tiempo disfrutó del Señorío Fitzalan de Oswestry.

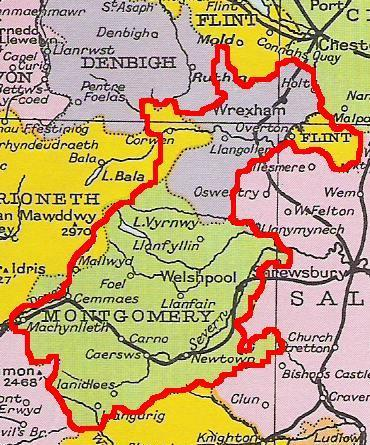
Powys en 1160

Madog era hijo de Maredudd ap Bleddyn y nieto de Bleddyn ap Cynfyn. Sucedió a su padre en el trono de Powys en 1132. Está registrada su participación en la Batalla de Lincoln en 1141 apoyando al Conde de Chester, junto con el hermano de Owain Gwynedd, Cadwaladr ap Gruffydd y un gran ejército galés. En 1149 aparece entregando el commote de Cyfeiliog a sus sobrinos Owain Cyfeiliog y Meurig. El mismo año Madog reconstruyó el castillo de Oswestry, fortaleza de William Fitzalan.  Parece probable que hubiera obtenido las fortalezas de Oswestry y Whittington en 1146.

## Derrota por Gwynedd
En esta época, el rey de Gwynedd, entre 1149 y 1150, Owain Gwynedd ejercía presión en las fronteras de Powys, pese a que Madog estaba casado con su hermana Susanna. Madog se alió entonces con Ranulf de Gernon, Conde de Chester, pero Owain les derrotó en Ewloe (Coleshill) en 1150 y tomó posesión de las tierras de Madog en Iâl (Yale). En 1157 cuándo Enrique II invadió Gwynedd contó con el apoyo de Madog, que pudo recuperar muchos de sus territorios galeses.  Aun así,  retuvo los señoríos de Oswestry y Whittington. En 1159 Madog podría haber sido el príncipe galés que acompañó a Enrique II en su campaña en Toulouse que acabó en fracaso. A su regreso a Gales, Madog murió aproximadamente el 9 de febrero de 1160 en Whittington Castle. Fue enterrado poco después en la iglesia de St Tysilio en Meifod, la iglesia de madre de Powys.

## Sucesión compartida
El hijo mayor de Madog, Llywelyn, fue asesinado poco después de la muerte de su padre en 1160, Powys fue entonces dividido entre los hijos de Madog Gruffydd Maelor, Owain Fychan y Owain Brogyntyn, su sobrino Owain Cyfeiliog y su medio hermano Iorwerth Goch. Powys no volvió a unirse, quedando separado en dos territorios; Powys Fadog (Powys Inferior) y Powys Wenwynwyn (Powys Superior). La muerte de Madog permitió a Owain Gwynedd forzar el homenaje de Owain Brogyntyn, el hijo más joven de Madog, lo que llevó a la anexión efectiva del norte de Powys.

## El Mabinogion
El cuento de Mabinogion El Sueño de Rhonabwy se desarrolla durante el reinado de Madog. El carácter central, Rhonabwy, es uno de los seguidores de Madog enviados para capturar al rebelde hermano de Madog Iowerth Goch ap Maredudd. Su titular contrata su propia época con la grandeza del periodo del Rey Arturo.

## Hijos
- Llywelyn ap Madog, murió 1160
- Gruffydd Maelor ap Madog, murió 1191
- Owain Fychan ap Madog, c. 1125-1187
- Owain Brogyntyn ap Madog (Ilegítimo)
- Gwenllian ferch Madog, casada con Rhys ap Gruffydd, príncipe de Deheubarth
- Marared ferch Madog, casada con Iorwerth ab Owain Gwynedd y madre de Llywelyn el Grande
- Efa ferch Madog, casada con Cadwallon ap Madog ap Idnerth, príncipe de Maelienydd

## Ficción
La intervención de Madog en la Batalla de Lincoln en 1141 formas un importante elemento de la novela El rescate del hombre Muerto, parte de Las crónicas de Cadfael de Edith Pargeter (escritas como Ellis Peters).